# Борнем
Борнем (на нидерландски: Bornem) е селище в Северна Белгия, провинция Антверпен. Разположено е на десния бряг на река Схелде, на 17 km северозападно от Мехелен. Населението му е около 20 100 души (2006).